# InterFM897

InterFM識別標誌

InterFM897（日语：インターエフエム897）是日本一家调频廣播電台，通稱為interfm，1996年4月1日開播，电台口号为“寻找你的色彩（Find Your Colors）”，現今總部位於東京都港區虎之門四丁目。身為外語廣播事業者，其部分時段播出外語節目。廣播範圍為東京都區部、埼玉市、千葉市、橫濱市、川崎市以及成田國際機場。曾為廣播聯播網MegaNet的核心台，目前為JFN聯播網的特別加盟台。

## 歷史
FM Inter-Wave成立於1995年9月14日，成立時最大股東為Nifco（ニフコ）。2006年2月24日，Nifco持有的FM Inter-Wave普通股約38%與日本時報持有的FM Inter-Wave全部股權賣給東京電視台關係企業東京電視寬頻（テレビ東京ブロードバンド）。2009年3月，FM Inter-Wave成為東京電視台全資子公司。2012年6月20日，東京電視台將其持有的FM Inter-Wave 90%股權賣給木下工務店的子公司木下管理（キノシタ・マネージメント）。2017年4月1日，公司更名為「株式會社InterFM897」。
2020年9月1日，FM東京的關係企業JFNC宣布從木下集團手中取得InterFM897的全部股權，InterFM897成為JFNC的全資子公司、並成為JFN聯播網的特別加盟台。
2022年，电台口号从“The Real Music Station（真正的音乐电台）”改为“寻找你的色彩（Find Your Colors）”

## 頻率
- 89.7 MHz（东京，原為76.1 MHz）
- 76.5 MHz（横滨）
- 网络广播：radiko.jp（仅限于东京都、神奈川县、千叶县、埼玉县、群马县、茨城县免费收听，日本其余地区需要付费收听，日本国外需要使用日本国内IP地址的VPN）

## 外部連結
- InterFM Archive.today的存檔，存档日期2005-11-24